# Општина Смардиоаса (Телеорман)
Смардиоаса (рум. Smârdioasa) општина је у Румунији у округу Телеорман.
Oпштина се налази на надморској висини од 29 m.